# Stanisław Skibniewski
Stanisław Maria Skibniewski, ps. „Cubryna”, „Nelson” (ur. 5 sierpnia 1901 we Lwowie, zm. 3 maja 1958 w Warszawie) – polski inżynier elektryk, absolwent Politechniki Gdańskiej, kapitan artylerii Wojska Polskiego, powstaniec warszawski.
Ochotniczo służył w wojsku (1920–1921), a następnie studiował na Politechnice Gdańskiej (1922–1928). Przez kilka następnych lat pracował w prywatnych firmach elektrotechnicznych, a w 1937 roku został zatrudniony w Elektrowni Warszawskiej jako dyrektor techniczny, wkrótce awansował na zastępcę dyrektora. Walczył w kampanii wrześniowej, a po jej zakończeniu powrócił do Warszawy i pracował nadal w miejskiej elektrowni. Od 1942 roku był jej dyrektorem, jednocześnie angażując się w działalność konspiracyjną Armii Krajowej. W pierwszych dniach powstania warszawskiego dowodzony przez niego oddział odniósł duży sukces, bowiem opanował cały kompleks elektrowni, w którym udało się utrzymać produkcję prądu do początku września. Po kapitulacji trafił do niemieckiej niewoli, do kraju wrócił w 1946 roku. Pracował następnie w kilku przedsiębiorstwach elektrotechnicznych i architektonicznych we Wrocławiu oraz Warszawie.
Jego żoną była Maria Skibniewska, znana tłumaczka literatury pięknej.

## Życiorys

### Pochodzenie i młodość
Stanisław Maria Skibniewski urodził się 5 sierpnia 1901 roku we Lwowie. Był synem Jakuba Wacława Skibniewskiego (1864–1951), chemika i właściciela majątku Andrejkowce w powiecie płoskirowskim, i Anny z Załęskich (1859–1937). Ojciec po odzyskaniu przez Polskę niepodległości piastował wyższe stanowiska w administracji państwowej. Bratem stryjecznym Stanisława był Zygmunt Skibniewski.
Stanisław początkowo uczęszczał do gimnazjum Naumienki w Kijowie, a następnie (1917–1918) do gimnazjum polskiego w Płoskirowie. Był zaangażowany w działalność Polskiej Korporacji Uczniowskiej (PKU), w latach 1915–1917 należał do jej konspiracyjnej rady w Kijowie. Ponadto przewodniczył kołu klasowemu organizacji i kierował biblioteką PKU. W 1916 roku uczestniczył w tajnym zjeździe korporacji z całej Rosji, który odbył się w Kijowie. W tym samym roku wstąpił do harcerstwa, w Płoskirowie zorganizował drużyny męską (w niej był drużynowym) i żeńską, został także hufcowym w tym mieście. Razem z grupą kolegów organizował akcje wykradania broni, furażu i żywności z płoskirowskich magazynów wojskowych, które następnie przekazywano do polskich oddziałów na Ukrainie i Podolu.

### Matura i służba wojskowa
Wiosną 1918 roku udał się do Lwowa, a następnie, przez Kraków, do Warszawy. Tam podjął naukę w gimnazjum Rady Głównej Opiekuńczej i w maju 1920 roku zdał maturę. W tym samym roku, w lipcu, zgłosił się do wojska. Skierowano go do Szkoły Podchorążych Artylerii w Poznaniu, a po jej ukończeniu trafił do 3 Dywizjonu Artylerii Konnej. Między marcem a październikiem 1921 roku przebywał w Centrum Wyszkolenia Obrony Przeciwlotniczej, wpierw jako uczeń, a potem w charakterze instruktora. Następnie przeniesiono go do rezerwy w stopniu podporucznika. 1 maja 1922 roku został zweryfikowany jako podporucznik ze starszeństwem z dniem 1 marca 1921 roku i pierwszą lokatą w korpusie oficerów rezerwowych artylerii. Posiadał przydział do 3 Dywizjonu Artylerii Konnej w Wilnie. W 1923 roku zmieniono mu przydział do 10 Dywizjonu Artylerii Konnej w Jarosławiu. W 1934 roku pozostawał w ewidencji Powiatowej Komendy Uzupełnień Warszawa Miasto III. Posiadał przydział w rezerwie kadry 1 Oddziału Służby Uzbrojenia. Był wówczas podporucznikiem rezerwy uzbrojenia.

### Studia i praca zawodowa
W latach 1922–1928 studiował na Politechnice Gdańskiej, wówczas w granicach Wolnego Miasta Gdańsk. Działał wtedy w Bratniej Pomocy Zrzeszenia Studentów Polskich Politechniki Gdańskiej. Był jednym z założycieli korporacji studenckiej „Helania” (1923). Studia ukończył z tytułem inżyniera elektryka.
W czerwcu 1928 roku podjął pracę w Polskich Zakładach Elektrycznych Brown–Boveri Spółka Akcyjna w Warszawie. W sierpniu tego roku rozpoczął praktykę w szwajcarskim Baden, w centralnych zakładach elektrotechnicznych Brown–Boveri Compagne. Po powrocie do kraju w marcu 1930 roku pracował w warszawskiej centrali firmy. Kiedy trzy lata później została przekształcona w Zakłady Elektromechaniczne Rohn–Zieleniewski Spółka Akcyjna, Skibniewski znalazł się w ich zarządzie i objął stanowisko dyrektora technicznego. Jednocześnie od marca 1935 do sierpnia 1936 roku był kierownikiem Inspekcji Elektrycznej miasta stołecznego Warszawy; wśród spraw, którymi się zajmował, był m.in. proces między gminą a Francuskim Towarzystwem Elektryczności. W październiku 1937 roku zmienił pracę i został dyrektorem technicznym Elektrowni Warszawskiej, a niedługo potem zastępcą dyrektora naczelnego. Ponadto w latach 30. angażował się w działalność Stowarzyszenia Elektryków Polskich, w ramach którego należał do Komisji Maszyn Elektrycznych i Grupy Przemysłowej, zajmującej się wspieraniem rozwoju przemysłu elektrotechnicznego w Polsce.

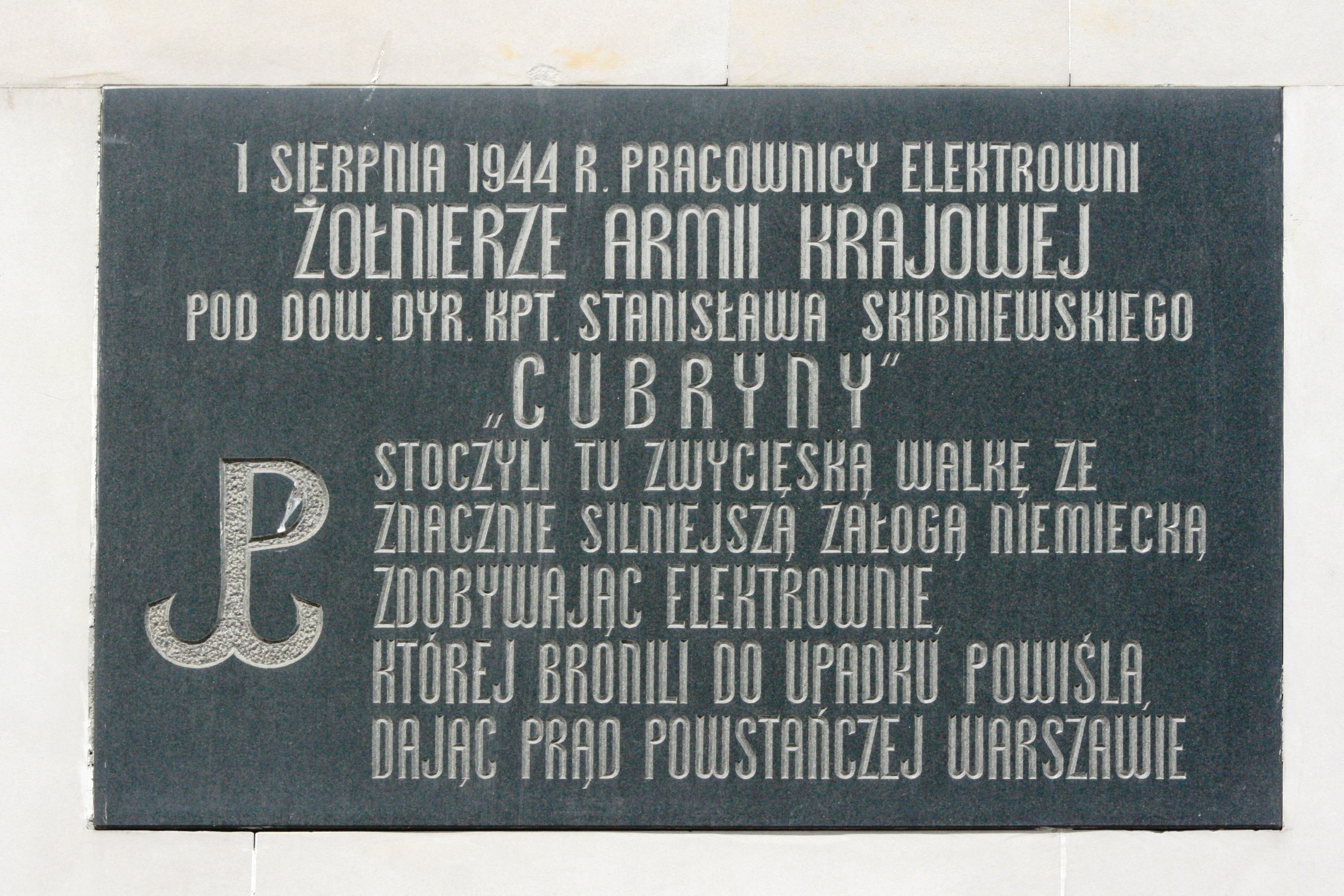
Tablica upamiętniająca walki oddziału Stanisława Skibniewskiego o elektrownię na Powiślu

### II wojna światowa
W kampanii 1939 roku, w stopniu porucznika, służył jako oficer ogniowy 6. baterii 28 Pułku Artylerii Lekkiej. Po zakończeniu walk wrócił do pracy w Elektrowni Warszawskiej. W marcu 1942 roku został jej dyrektorem, po tym jak Niemcy usunęli z tego stanowiska Alfonsa Kühna. Skibniewski zatrudniał wielu ludzi, by tylko zapewnić im bezpieczeństwo (legitymacje elektrowni chroniły przed łapankami i wywózkami na roboty przymusowe). Zbojkotował też zarządzenie okupanta dotyczące oddawania wyrobów miedzianych na potrzeby przemysłu wojennego. Od 1942 roku w porozumieniu z kierownictwem Armii Krajowej współorganizował na terenie elektrowni oddział Służby Ochrony Powstania, przemianowanej w następnym roku na Wojskową Służby Ochrony Powstania (WOSP). Pierwotnym zadaniem było utrzymanie ciągłości pracy w przypadku wybuchu walk z Niemcami, a następnie przeprowadzenie akcji zbrojnej przeciw niemieckiej załodze w elektrowni. W strukturach konspiracyjnych posługiwał się pseudonimami „Cubryna” i „Nelson”, w 1943 roku został awansowany na stopień kapitana.
Kiedy 1 sierpnia 1944 roku wybuchło powstanie warszawskie, Skibniewski dowodził zgrupowaniem „Elektrownia”, określanym też mianem oddziału WSOP N-9215 „Elektrownia”. Atak na niemiecką załogę zakończył się sukcesem. Powstańcy opanowali główny budynek elektrowni, wzięli 50 jeńców i zdobyli duże ilości amunicji oraz broni, w tym 3 karabiny maszynowe. Pierwszego dnia powstania była to jedna z nielicznych udanych akcji zdobycia obiektu o strategicznym znaczeniu, która miała też duże znaczenie psychologiczne dla powstańców. Następnie udało się opanować cały kompleks elektrowni, powstańcy ponieśli przy tym stosunkowo umiarkowane straty. Ostatecznie oddział Skibniewskiego 5 sierpnia wszedł w skład Grupy „Krybar”, dowodzonej przez kapitana Cypriana Odorkiewicza ps. „Krybar”.
Dzięki wysiłkom pracowników elektrownia wciąż nieprzerwanie produkowała prąd, co pozwoliło także na dostarczanie wody do części miasta objętych walkami. Ponadto jej załoga uczestniczyła w obronie pozycji na Wybrzeżu Kościuszkowskim, a Skibniewski i „Krybar” zainicjowali budowę samochodu pancernego „Kubuś”. 4 września 1944 roku zakład został zbombardowany przez Luftwaffe. Produkcja energii elektrycznej została przerwana i z powodu skali zniszczeń nie mogła zostać wznowiona. Po ciężkich walkach 5 września powstańcy wycofali się z terenu elektrowni w górę ulicy Tamka, oddział „Cubryny” trafił w rejon ulicy Pierackiego i następnego dnia wziął udział w obronie barykady zamykającej ulicę Kopernika. Później skierowano go w okolice ulicy Hożej i obsadzał pozycje przy ulicy Widok. 7 września brał udział w walkach o skrzyżowanie Alei Jerozolimskich z ulicą Marszałkowską. Później został włączony w skład batalionu „Iwo” i skierowany w rejon ulicy Nowogrodzkiej.

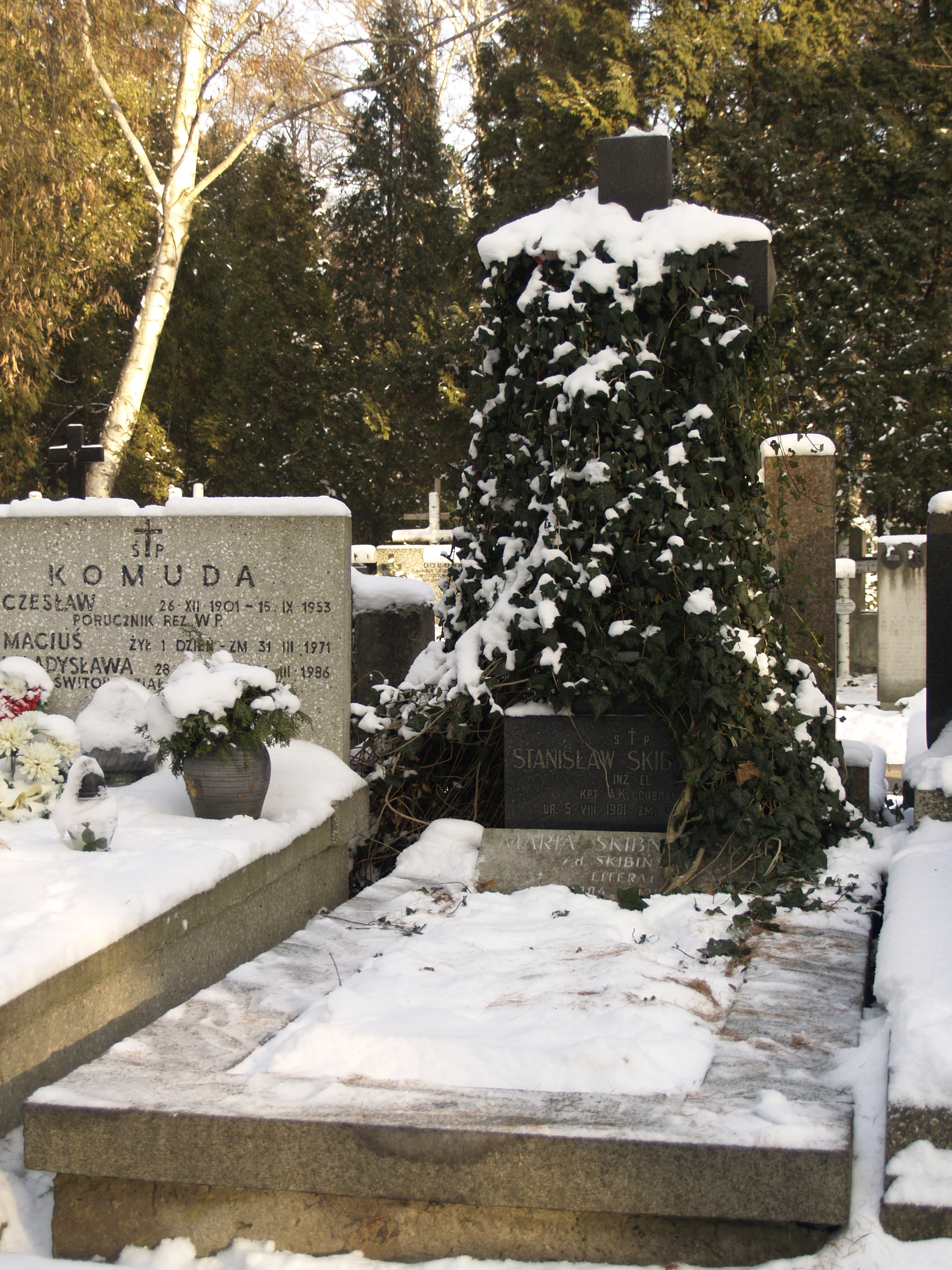
Nagrobek Marii Skibniewskiej i Stanisława Skibniewskiego na Powązkach Wojskowych

Po kapitulacji powstania Skibniewski trafił do niewoli niemieckiej, którą spędził w obozach Bergen-Belsen i Sandbostel. Po wyzwoleniu, od maja 1945 roku przebywał w Brukseli, pracował tam w Polskim Czerwonym Krzyżu.

### Lata powojenne
W styczniu 1946 roku powrócił do kraju. Do grudnia tego roku był dyrektorem technicznym Centralnego Zarządu Przemysłu Elektrotechnicznego w Warszawie. Potem przeniósł się do Wrocławia, gdzie podjął pracę kierownika działu elektrycznego w Społecznym Przedsiębiorstwie Budowlanym. Pozostał na tym stanowisku do końca 1948 roku. Oprócz tego został (wrzesień 1947) we wrocławskim Sądzie Apelacyjnym biegłym w kwestiach energetycznych, elektrotechnicznych i mechanicznych. W 1948 roku był krótko więziony, przez około dwa miesiące, zapewne w związku z aresztowaniem żony.
W 1949 roku wrócił do Warszawy i podjął pracę w Biurze Projektowania Urządzeń Elektrycznych Centrali Handlowej Przemysłu Elektrotechnicznego jako starszy projektant. W następnym roku został zatrudniony na takim samym stanowisku w Biurze Projektów Architektonicznych i Budowlanych (od 1951 „Miastoprojekt-Specjalistyczne”). Ponadto w roku akademickim 1951/1952 wykładał w Wyższej Szkole Inżynierii w Warszawie.
Stanisław Skibniewski zapadł na nieuleczalną chorobę nowotworową. Zmarł 3 maja 1958 roku w Warszawie, został pochowany na Cmentarzu Wojskowym na Powązkach.

### Życie prywatne
Jego żoną była Maria z domu Skibińska, ślub wzięli 18 września 1928 roku. Skibniewski poznał ją jeszcze podczas swoich studiów. Żona wyjechała z nim na praktykę do Baden i razem powrócili do Polski. Na dłuższy czas rozdzielił ich jego pobyt w niewoli niemieckiej po powstaniu warszawskim. Po wojnie zajęła się przekładami książek, stając się znaną i cenioną tłumaczką. Razem przenieśli się do Wrocławia, by w 1949 roku wrócić do Warszawy. Nie mieli dzieci.

## Odznaczenia
Został odznaczony:
- Krzyżem Walecznych
- Krzyżem Zasługi z Mieczami
- Medalem za Warszawę

## Upamiętnienie
Na Powiślu, w rejonie ulic Lipowej i Wybrzeża Kościuszkowskiego znajduje się Skwer kpt. Stanisława Skibniewskiego „Cubryny”.